# Липовка (Граховский район)
Липовка — упразднённая деревня в  Граховском районе Удмуртии.

## История
До 1921 года деревня входила в состав Граховской волости Елабужского уезда (с 1921 года — Можгинского уезда). С 1924 по 1954 годы деревня входила в состав Русско-Адам-Учинского сельсовета. В 1954 году Русско-Адам-Учинский сельсовет был ликвидирован и входившие в него селения присоединены к Граховскому сельсовету.
Указом Президиума Верховного Совета УАССР от 5 мая 1964 года деревня Липовка Граховского сельсовета была исключена с учёта.